# Lawrence Doe
Pour les articles homonymes, voir Doe.
Lawrence Doe, est un footballeur international équatoguinéen, né le 3 septembre 1986 à Monrovia au Libéria. Il joue actuellement dans le club grec d'AO Platanias.

## Biographie

### En club
Lawrence Doe commence sa carrière dans son pays natal au Libéria dans le club de Saint Anthony, puis passe 3 ans au Mali dans les clubs du Stade malien, Djoliba AC et de l'AS Sigui Kayes.
En 2005, il signe dans le club de Renacimiento FC en Guinée équatoriale, il marque même un but en Ligue des champions de la CAF 2008 contre l'équipe angolaise de l'Inter Luanda .
Après quelques passages dans différents clubs espagnols de division 3, il continue sa carrière à Oman dans le club d'Al-Shabab Seeb.

### En sélection nationale
Bien que né au Liberia, Doe décide de représenter la Guinée équatoriale, il honore sa première sélection contre le Cameroun (0-3) le 7 octobre 2006 .
Le 25 janvier 2012, lors de la CAN 2012 disputé à domicile il se fait expulser contre le Sénégal (2-1) .

## Palmarès

### En club
| - Stade malien - Championnat du Mali - Vainqueur (1) : 2002.[réf. nécessaire] |  | - Djoliba AC - Coupe du Mali - Vainqueur (1) : 2003 . |  | - Renacimiento FC - Championnat de Guinée équatoriale - Vainqueur (3) : 2005, 2006 et 2007.[réf. nécessaire] |

### En sélection nationale
- Guinée équatoriale
  - Coupe de la CEMAC
    - Vainqueur (1) : 2006.[réf. nécessaire]

## Statistiques
| Saison                | Club                  | Championnat           | Championnat | Championnat | Coupe(s) nationale(s) | Coupe(s) nationale(s) | Compétition(s) continentale(s) | Compétition(s) continentale(s) | Compétition(s) continentale(s) | Sélection          | Sélection | Sélection | Total | Total |
| Saison                | Club                  | Division              | M.          | B.          | M.                    | B.                    | Comp.                          | M.                             | B.                             | Équipe             | M.        | B.        | M.    | B.    |
| 2003                  | Djoliba AC            | 1                     | -           | -           | 1                     | 0                     | -                              | -                              | -                              | -                  | -         | -         | 1     | 0     |
| 2004                  | AS Sigui Kayes        | 1                     | -           | -           | -                     | -                     | -                              | -                              | -                              | -                  | -         | -         | 0     | 0     |
| 2005                  | Renacimiento FC       | 1                     | -           | -           | -                     | -                     | -                              | -                              | -                              | -                  | -         | -         | 0     | 0     |
| 2006                  | Renacimiento FC       | 1                     | -           | -           | -                     | -                     | -                              | -                              | -                              | -                  | -         | -         | 0     | 0     |
| 2007                  | Renacimiento FC       | 1                     | -           | -           | -                     | -                     | -                              | -                              | -                              | Guinée équatoriale | 1         | 0         | 1     | 0     |
| 2007 - 2008           | Mengíbar CF           | 4                     | -           | -           | -                     | -                     | -                              | -                              | -                              | Guinée équatoriale | 1         | 0         | 1     | 0     |
| 2008                  | Renacimiento FC       | 1                     | -           | -           | -                     | -                     | C1                             | 1                              | 1                              | Guinée équatoriale | 4         | 0         | 5     | 1     |
| 2008 - 2009           | CA Pulpileño          | 4                     | -           | -           | -                     | -                     | -                              | -                              | -                              | Guinée équatoriale | 2         | 0         | 2     | 0     |
| 2009 - 2010           | Águilas CF            | 3                     | 9           | 1           | -                     | -                     | -                              | -                              | -                              | -                  | -         | -         | 9     | 1     |
| 2009 - 2010           | Bahla Club            | 2                     | -           | -           | -                     | -                     | -                              | -                              | -                              | -                  | -         | -         | 0     | 0     |
| 2010 - 2011           | CA Pulpileño          | 4                     | 3           | 0           | -                     | -                     | -                              | -                              | -                              | Guinée équatoriale | 1         | 0         | 4     | 0     |
| 2010 - 2011           | Al Shabab             | 1                     | -           | -           | -                     | -                     | -                              | -                              | -                              | Guinée équatoriale | 1         | 0         | 1     | 0     |
| 2011 - 2012           | Al Shabab             | 1                     | -           | -           | -                     | -                     | -                              | -                              | -                              | Guinée équatoriale | 9         | 0         | 9     | 0     |
| 2012 - 2013           | AO Platanias          | 1                     | 3           | 2           | -                     | -                     | -                              | -                              | -                              | Guinée équatoriale | 1         | 0         | 4     | 2     |
| Total sur la carrière | Total sur la carrière | Total sur la carrière | 15          | 3           | 1                     | 0                     | -                              | 1                              | 1                              | Guinée équatoriale | 20        | 0         | 37    | 4     |